# Bahnhof Hohen Neuendorf (b Berlin)
Der Bahnhof Hohen Neuendorf (b Berlin) liegt in der Stadt Hohen Neuendorf im brandenburgischen Landkreis Oberhavel an der Berliner Nordbahn. Seit November 1961 gibt es eine S-Bahn-Verbindung von Hohen Neuendorf über den Berliner Außenring in den Ostteil von Berlin. Der Bahnhof wird ausschließlich von Zügen der S-Bahn Berlin bedient. Die 1877 eröffnete Station wurde im Jahr 1924 nach Süden verlegt, aus jener Zeit stammt das von Richard Brademann entworfene Empfangsgebäude.

## Lage
Der Bahnhof liegt an der Berliner Nordbahn in Hohen Neuendorf nördlich von Berlin am Streckenkilometer 17,34 (gezählt vom ehemaligen Nordbahnhof in Berlin an der Eberswalder Straße). Die Strecke verläuft dort etwa in Nord-Süd-Richtung. Etwa 800 Meter westlich liegt der alte Dorfkern von Hohen Neuendorf mit der Dorfkirche.
Der Berliner Außenring kreuzt die Nordbahn etwa 800 Meter nördlich des Bahnhofs. Mehrere Verbindungskurven verknüpfen die beiden Strecken, der Bahnhof Hohen Neuendorf ist an eine Verbindungsstrecke der S-Bahn aus Richtung Norden zum Außenring Richtung Osten angeschlossen.
Bis 1928 hieß die Station nur Hohen Neuendorf, danach erhielt sie den Klammerzusatz b Berlin.

## Geschichte

### Die Anfänge

Haltepunkt Hohen Neuendorf um 1910

Der südliche Abschnitt der Berliner Nordbahn wurde am 10. Juli 1877 eröffnet. Für den Vorortverkehr um Berlin wurden zunächst sogenannte Omnibuszüge eingeführt; Ende des Jahres 1877 verkehrten drei solcher Züge zwischen Berlin und Oranienburg und zurück. Ein Haltepunkt in Hohen Neuendorf am Streckenkilometer 17,49 ist ab 1. September 1877 belegt; zunächst diente er nur dem sommerlichen Ausflugsverkehr. Vom Fahrplan 1881/1882 an wurde er auch im Winter bedient.
Mit dem Anwachsen des Vorortverkehrs wurde die Strecke zwischen Berlin und Oranienburg in den Jahren 1890/1891 zweigleisig ausgebaut und zum 1. Oktober 1891 der verbilligte Berliner Vororttarif zwischen beiden Städten eingeführt. In diesem Jahr stieg die Zahl der täglichen Vorortzugpaare auf diesem Abschnitt von 8 auf 13, in Hohen Neuendorf hielten seitdem alle Vorortzüge, 1888 waren es nur gut die Hälfte.
In den folgenden Jahren stieg die Zahl der Züge weiter deutlich an. Vor dem Ersten Weltkrieg verkehrten die Vorortzüge etwa ein- bis zweimal stündlich. Durch die gute Bahnverbindung entwickelte sich eine rege Siedlungstätigkeit im Bahnhofsbereich. Während früher der Bahnhof abseits des Dorfes Hohen Neuendorf etwa 800 Meter östlich der Kirche lag, hatte sich mittlerweile zwischen dem alten Dorfkern, dem Bahnhof Hohen Neuendorf und dem etwa einen Kilometer südlich gelegenen Bahnhof Stolpe ein geschlossenes Siedlungsgebiet entwickelt, das sich teilweise bereits auf die Gebiete östlich der Nordbahn ausgedehnt hatte.

### Bahnhofsneubau
Nach Kriegsende war klar, dass die Strecke an ihre Kapazitätsgrenze gestoßen war. Schon Ende 1918 begannen, zunächst als Notstandsmaßnahme, die Arbeiten für den viergleisigen Ausbau zwischen Frohnau und Birkenwerder mit getrennten Anlagen für den Fern- und Vorortverkehr. Die Strecke wurde dabei neu trassiert und alle niveaugleichen Bahnübergänge beseitigt und durch Über- bzw. Unterführungen ersetzt. Von Süden bis zum Haltepunkt Stolpe (nahe der heutigen Stadtgrenze zwischen Hohen Neuendorf und Berlin) verlief die neue Strecke in Dammlage, von dort über den Bahnhof Hohen Neuendorf bis Birkenwerder im Einschnitt.
Die Station in Hohen Neuendorf wurde um rund 200 Meter nach Süden verlegt und der Haltepunkt Stolpe geschlossen. Hohen Neuendorf erhielt ein neues Empfangsgebäude und ein Jahr später einen Südausgang, um die vorher von der Station Stolpe aus erschlossenen Wohngebiete besser anzubinden.
Im Jahr 1925 wurden die Gleise der Vorortbahn mit einer seitlich befestigten Stromschiene versehen, von der die Stromabnehmer der neuen Elektrotriebzüge den Gleichstrom zum Antrieb abnehmen konnten. Die Aufnahme des elektrischen Zugbetriebs von Berlin über Hohen Neuendorf erfolgte am 5. Juni zunächst bis Birkenwerder, der Abschnitt bis zum Bahnhof Oranienburg folgte Anfang Oktober. Wenig später setzte sich die Bezeichnung ‚S-Bahn‘ für die Vorortstrecke durch. Zunächst fuhren die Züge bis zum Stettiner Bahnhof in Berlin. Nach der Inbetriebnahme des Berliner Nord-Süd-Tunnels im Jahr 1939 verkehrten die S-Bahn-Züge von der Nordbahn durch den Tunnel bis Berlin-Wannsee, genau wie die heutige S-Bahn-Linie S1.

### Nach dem Zweiten Weltkrieg

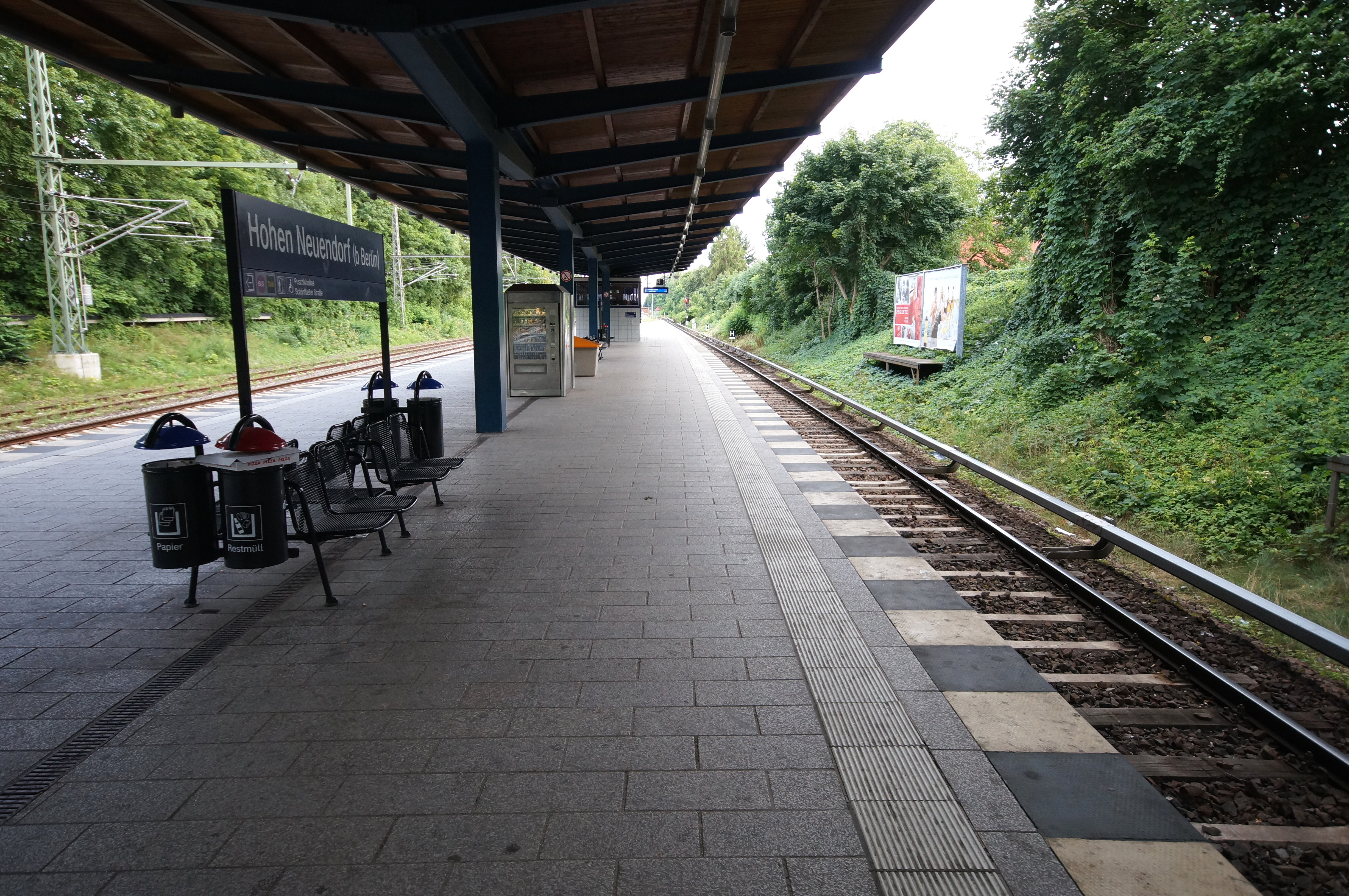
Bahnsteig

Ab 18. Mai 1952 war der Personenverkehr zwischen der DDR und West-Berlin auf den Ferngleisen komplett eingestellt worden, nur die S-Bahn verkehrte noch durchgehend. Hohen Neuendorf war die letzte Station vor der Grenze und wurde zum Kontrollbahnhof. Seit Anfang der 1950er Jahre gab es Personen- und Gepäckkontrollen, ab 1954 hielten die S-Bahn-Züge planmäßig bis zu sieben Minuten lang zur Kontrolle der Fahrgäste. Mitte der 1950er Jahre gab es im Berufsverkehr einige Züge, die die West-Berliner Stationen ohne Halt passierten und nach Hohen Neuendorf erst wieder im Bahnhof Wollankstraße hielten, der bereits auf dem Gebiet des Ost-Berliner Ortsteils Pankow lag.
Nach dem Mauerbau am 13. August 1961 wurde die S-Bahn-Strecke nach Berlin an der Grenze zu West-Berlin zwischen Hohen Neuendorf und Berlin-Frohnau unterbrochen. Zunächst gab es einen Pendelverkehr zwischen Oranienburg und Hohen Neuendorf. Bis zum 19. November 1961 wurde provisorisch ein Gleis des Berliner Außenrings zwischen Hohen Neuendorf und dem Karower Kreuz mit Stromschiene versehen und eine zusätzliche Verbindungskurve zwischen Außenring und Nordbahn gebaut, sodass ab 19. November 1961 wieder ein direkter S-Bahn-Verkehr nach Ost-Berlin möglich war. Als Folge des Mauerbaus wurde der Südausgang des Bahnhofs Hohen Neuendorf am 22. September 1961 geschlossen, da die Neubaustrecke aus Bergfelde am Südende des Bahnsteigs an die Bestandstrecke anschloss.
Nach einigen Einschränkungen in den Anfangsjahren fuhr seit Mitte der 1960er Jahre die S-Bahn wieder im durchgehenden 20-Minuten-Takt. Jahrzehntelang fuhren die S-Bahn-Züge aus Oranienburg über Hohen Neuendorf, Blankenburg, Ostkreuz zum Flughafen Schönefeld; im Abend- und Wochenendverkehr teilweise auch nach Spindlersfeld.
Nach der deutschen Wiedervereinigung ging im Mai 1992 wieder die S-Bahn-Strecke zwischen Hohen Neuendorf und Frohnau und damit die direkte Verbindung zur Berliner Innenstadt in Betrieb. Seitdem verkehrt die Linie S1 von Oranienburg über Hohen Neuendorf und den Nord-Süd-Tunnel nach Berlin-Wannsee im 20-Minuten-Takt. Auch der Außenring blieb weiterhin im 20-Minuten-Takt von S-Bahn-Zügen (zunächst der Linie S10, später S8) bedient, die allerdings erst in Birkenwerder und nicht mehr in Oranienburg beginnen. Nach dem Jahr 2000 wurde diese Linie kurzzeitig bis Hohen Neuendorf zurückgezogen, beginnt aber wieder in Birkenwerder, nachdem das Kehrgleis in Hohen Neuendorf abgebaut wurde. Heute verkehrt die Linie S8 von Birkenwerder über Hohen Neuendorf, den Außenring und Blankenburg nach Berlin-Grünau und Zeuthen. Wie die S1 verkehrt auch diese Linie alle 20 Minuten, allerdings gibt es einige Ausdünnungen des Angebots im Abendverkehr.
In den 1990er Jahren wurde der Bahnsteig, 2001/2002 auch das Empfangsgebäude saniert.
Entgegen dem Regelabfertigungsverfahren ZAT erfolgt auf diesem Bahnhof die Zugabfertigung durch eine örtliche Aufsicht.

## Anlagen

### Empfangsgebäude

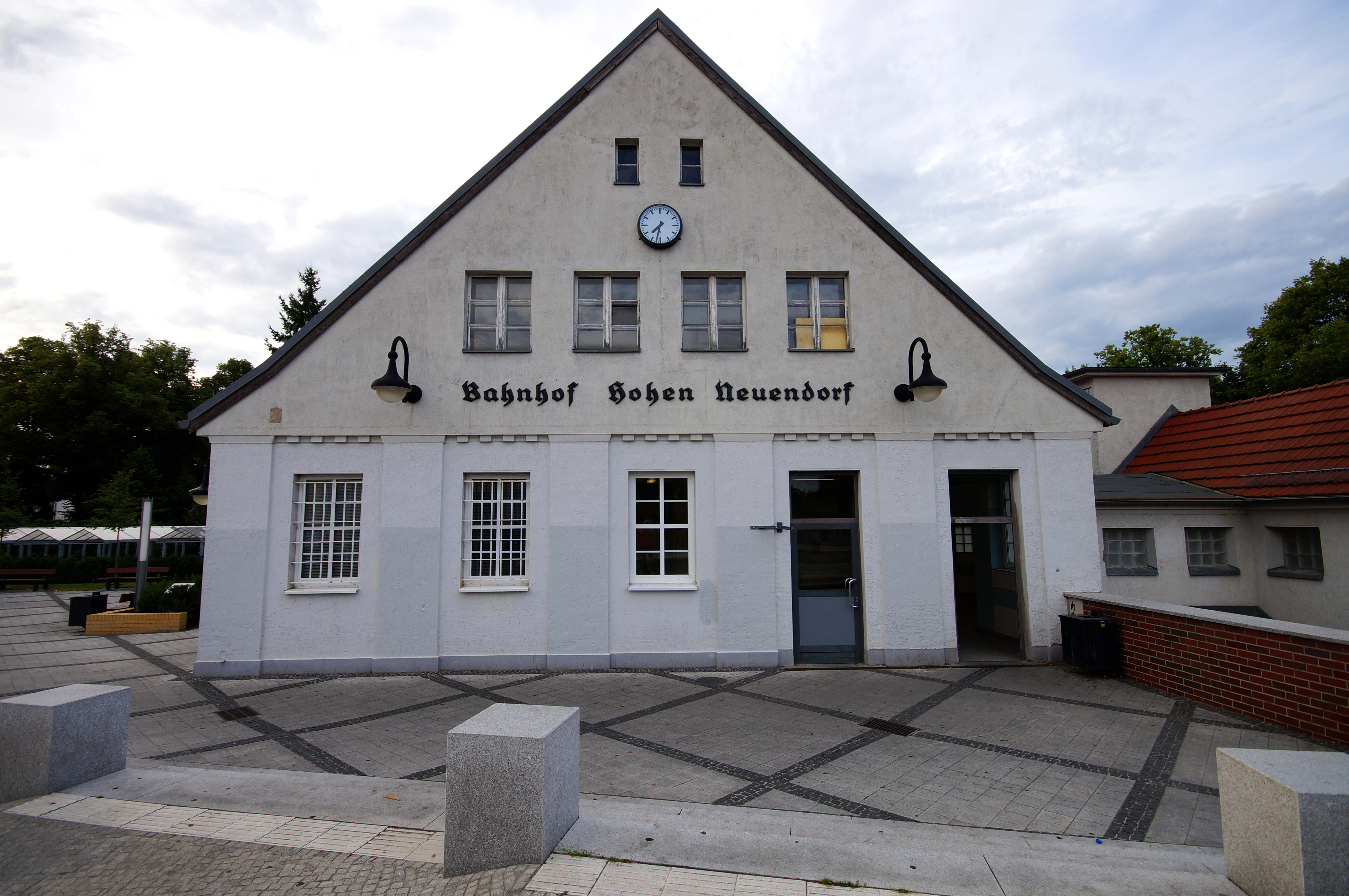
Empfangsgebäude, Straßenseite

Das Empfangsgebäude des 1924 eröffneten neuen Bahnhofs liegt an der Schönfließer Straße auf Straßenniveau über den Gleisen, die in einem Einschnitt verlegt sind. Das Streckengleis in Richtung Berlin unterquert das Gebäude. Das Empfangsgebäude ist mehrgeschossig, über dem Geländeniveau zur Straßenseite gibt es aber nur eine Etage unterhalb des Satteldaches. Der Giebel zeigt zur Straßenseite. Im Dachbereich befinden sind ein Dachgeschoss sowie ein weiteres darüberliegendes Mansardengeschoss an der Längsseite zur Straße hin. Architekt des Gebäudes war Richard Brademann, von dem eine Reihe von weiteren Bahnhöfen der Berliner S-Bahn stammen. Neben dem zeitgleich entstandenen Empfangsgebäude des Bahnhofs Birkenwerder und dem nicht mehr erhaltenen Gebäude des Bahnhofs Warschauer Straße zählt Hohen Neuendorf zu den frühesten Bahnhofsbauten von Brademann.
Die zeitgenössische Presse schrieb über das Gebäude:

„Die beiden Empfangsgebäude Birkenwerder und Hohen Neuendorf selbst sind zweifellos zwei architektonisch wohlgelungene Bauten, die ihrem Konstrukteur, Baurat Brademann […] gewiß alle Ehre machen. Man hat den recht üblichen sogenannten „Amtsstil“ ganz über den Haufen geworfen und zwei praktische und äußerlich sowie innerlich recht wohlgefällige Bahnhäuser errichtet. Besonders erfreulich ist dabei, daß man eine gewisse großzügige Farbenfreudigkeit hat walten lassen […]“

Die Abfertigungsanlagen wurden im zur Straße liegenden Geschoss eingerichtet, von dort führt eine Treppe auf den Bahnsteig.
Im März 2002 wurde die denkmalgerechte Sanierung des Bahnhofsgebäudes abgeschlossen; es steht allerdings nicht auf der Denkmalliste (Stand: Ende 2012). Während der Schriftzug „Bahnhof Hohen Neuendorf“ dem Original entspricht, wurden die Lampen daneben erst später angebracht und wohl und während der Renovierung durch die heutigen ersetzt. Die mittleren vier Fenster zierten früher Blumenkästen. Die Uhr hing zwischen den beiden Eingangstüren. Zwar sind die Originalpläne der Uhr vorhanden, berücksichtigt wurden sie nicht. Die Türen sowie der Innenraum wurden statt denkmalgerecht mit modernen Materialien völlig umgestaltet. So wurden die Fenster durch Glasbausteine ersetzt und der Fahrkartenschalter entfernt.
Ende 2011 wurde das Bahnhofsgebäude von der Stadt Hohen Neuendorf erworben. Es ist eine kulturelle Nutzung durch Vereine und andere Institutionen unter dem Namen Kulturbahnhof vorgesehen. Die Arbeiten dafür sollen spätestens 2024 abgeschlossen sein.

### Weitere Anlagen

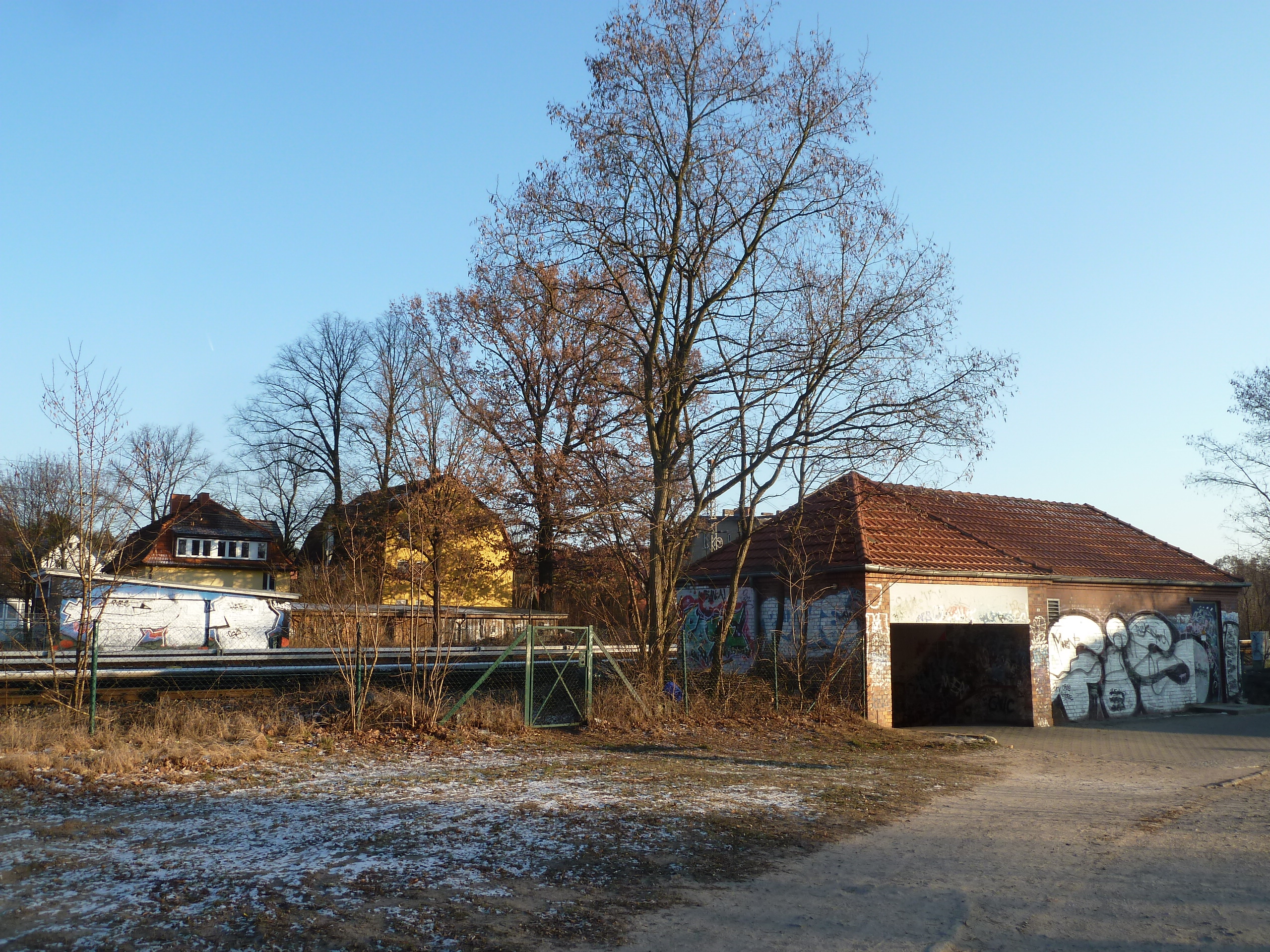
Fußgängertunnel südlich des Bahnhofs

Der Bahnhof verfügt über einen Mittelbahnsteig mit zwei Bahnsteiggleisen. Während das Empfangsgebäude auf der Nordseite der Schönfließer Straße liegt, erstrecken sich die Bahnsteige von der Straßenbrücke nach Süden. Südlich des Bahnsteigs verzweigen sich die Strecken der S-Bahn zum Berliner Außenring und über die Nordbahn nach Berlin. Im Bahnhofsbereich des Bahnhofs Hohen Neuendorf verlaufen zwei Fernbahngleise parallel zu den S-Bahn-Gleisen und weiter über Verbindungskurven zum Außenring. Eine Betriebsstelle der Fernbahn gibt es dort nicht. Die Ferngleise der Nordbahn weiter in Richtung Berlin wurden in der Nachkriegszeit abgebaut.
Im Aufsichtshäuschen auf dem Bahnsteig befindet sich das Stellwerk der S-Bahn. An das 1992 in Betrieb genommene Spurplanstellwerk des Typs Sp Dr S 60 DR wurden acht Weichen und acht Signale angeschlossen.
Südlich des Bahnhofs verbindet ein Fußgängertunnel die beiderseits der Bahnstrecke liegenden Wohngebiete. Hierher führte bis 1961 der Südausgang des Bahnhofs, der nach dem Mauerbau geschlossen wurde. Nach dem Mauerfall gab es mehrfach Bestrebungen für einen Wiederaufbau des Ausgangs, die bisher (Stand: 2020) nicht erfolgreich waren.

## Anbindung
| Linie | Verlauf |
| ----- | --- |
|       | Oranienburg – Lehnitz – Borgsdorf – Birkenwerder – Hohen Neuendorf – Frohnau – Hermsdorf – Waidmannslust – Wittenau (Wilhelmsruher Damm) – Wilhelmsruh – Schönholz – Wollankstraße – Bornholmer Straße – Gesundbrunnen – Humboldthain – Nordbahnhof – Oranienburger Straße – Friedrichstraße – Brandenburger Tor – Potsdamer Platz – Anhalter Bahnhof – Yorckstraße (Großgörschenstraße) – Julius-Leber-Brücke – Schöneberg – Friedenau – Feuerbachstraße – Rathaus Steglitz – Botanischer Garten – Lichterfelde West – Sundgauer Straße – Zehlendorf – Mexikoplatz – Schlachtensee – Nikolassee – Wannsee |
|       | Birkenwerder – Hohen Neuendorf – Bergfelde – Schönfließ – Mühlenbeck-Mönchmühle – Blankenburg – Pankow-Heinersdorf – Pankow – Bornholmer Straße – Schönhauser Allee – Prenzlauer Allee – Greifswalder Straße – Landsberger Allee – Storkower Straße – Frankfurter Allee – Ostkreuz – Treptower Park – Plänterwald – Baumschulenweg – Schöneweide – Johannisthal – Adlershof – Grünau (– Eichwalde – Zeuthen – Wildau) |

Zudem bedienen die Stadtbuslinie 822 und die regionale Buslinie 806 den Bahnhof.